# 愛しの太陽
『愛しの太陽』（いとしのたいよう）は、東海テレビ制作のフジテレビ系列で、1966年8月1日から10月28日まで放送された昼ドラマである。

## 概要
社会性を全面に出した内容である。

## キャスト
- 渡辺美佐子
- 岸田森
- 渡辺康子
- ナレーション - 小山田宗徳

## スタッフ
- 演出 - 平松敏男
- 脚本 - 早坂暁